# Культура Суринама
Культура Суринама многообразна и динамична, находится под сильным влиянием азиатской, африканской и европейской. Практически 90 % населения составляют потомки выходцев из Нидерландов, Индии, Африки, Китая и Индонезии, остальные — коренные жители, проживавшие на территории Суринама задолго до начала европейской колонизации.
Ежегодно в государстве отмечаются Новый год, Фестиваль красок, Пасха, День трудящихся, День прибытия индийцев, Кети-Коти, День прибытия яванцев, День коренных народов, День маронов, День прибытия китайцев, День независимости, Рождество.

## Музыка
Суринам — государство в Южной Америке, представляющее собой бывшую колонию Нидерландской империи, до сих пор поддерживающее крепкие связи с Голландией. Наиболее известный музыкальный жанр — касеко. Отличается традициями индийцев — потомков законтрактованных рабочих, вывезенных с Индийского субконтинента английскими, французскими и голландскими колонизаторами.
Термин «касеко» происходит от французского выражения «кассе ле корп» (фр. casser le corps), означающего в переводе «извиваться туловищем», употреблявшегося в период существования рабства в отношении очень быстрого танца. Сформировался под воздействием разнообразных популярных, в том числе и народных, европейских, африканских и американских танцев. Касеко — ритмическая система, в которой применяются ударные музыкальные инструменты, например, рабочий, очень крупный турецкий барабаны, или так называемый скратьи, а также саксофон, труба и периодически тромбон. Исполнение песни осуществляется солистом или же целым хором антифонным образом, в форме вопрос-ответ, присущей жанрам креольской народной музыки, находящим применение в практике как винти, так и кавина.
Жанр зародился в 30-х годах XX века на различных торжествах, в которых принимали участие крупные, чаще всего инструментальные, оркестры и первоначально носил наименование Биги-Поку, то есть музыки с применением больших барабанов. После окончания Второй мировой войны широкое распространение получили джаз, калипсо и другие жанры, завезённые представители иных культур; влияние же американского
рок-н-ролла, в котором использовались электронные музыкальные инструменты, значительно ослабло.

## Кулинария
В состав суринамской кулинарной кухни вошли кухни многих народов мира, иммигрировавших в страну, например, восточноиндийская, африканская, яванская, китайская, нидерландская, еврейская, португальская и индейская.
Таким образом, в её состав входит большое количество блюд. Блюда и ингредиенты различных слоёв общества оказали взаимное влияние друг на друга. В современную же суринамскую кухню входят роти, наси-горенг, бакми, пом, снеси фору, мокси мети и лоси фору. В связи с сочетанием большого количества культур суринамская кухня представляет собой уникальное явление. Основные продукты питания — рис, растения, в числе которых маланга и маниок съедобный, и роти. При приготовлении китайского снеси фору, индийских тикка масала и пом — довольно популярного креольского блюда, подаваемого на званом вечере, обычно употребляется курятина. Также спросом пользуются консервированное мясо и сушёная рыба, или бакальяу. Применяются овощи: мелкосемянная фасоль, абельмош съедобный, баклажан. Пикантный вкус достигается использованием перца Мадам Жанетт.
Кроме того, горшочки с пом, роти, чаще всего с тикка масала, картошкой и овощами, часто подаются на празднествах в присутствии большого количества гостей. Достаточно распространены мокси-алеси — рисовая каша с консервированным мясом, мелкими креветками, рыбой и овощами, рис с фасолью и оригинальные яванские наси-горенг и мие-горенг.

## Религия
48, 4 % суринамцев придерживаются христианства, 22, 3 % — индуизма, 13, 9 % — ислама, 5 % — этнических верований, 1,8 % — винти, 0,8 % — яванского культа кебатинан, остальные — обеа и иудаизма.